# Nosferatu (album de John Zorn)
Pour les articles homonymes, voir Nosferatu.
Albums de John Zorn
The Gnostic Preludes
(2012) Templars: In Sacred Blood
(2012)
Nosferatu est un album de John Zorn paru chez Tzadik en 2012. Il s'agit de la musique écrite pour une adaptation au théâtre, par une compagnie polonaise, du roman de Bram Stoker. L'album est sorti à l'occasion du 100e anniversaire du décès de Stoker, le 20 avril 1912.

## Titres
| No  | Titre                       | Durée |
| --- | --------------------------- | ----- |
| 1.  | Desolate Landscape          | 4:32  |
| 2.  | Mina                        | 3:35  |
| 3.  | The Battle of Good and Evil | 5:14  |
| 4.  | Sinistera                   | 3:22  |
| 5.  | Van Helsing                 | 3:25  |
| 6.  | Fatal Sunrise               | 3:17  |
| 7.  | Hypnosis                    | 2:10  |
| 8.  | Lucy                        | 2:46  |
| 9.  | Nosferatu                   | 2:27  |
| 10. | The Stalking                | 7:33  |
| 11. | The Undead                  | 4:00  |
| 12. | Death Ship                  | 2:00  |
| 13. | Jonathan Harker             | 5:29  |
| 14. | Vampires at Large           | 4:17  |
| 15. | Renfield                    | 3:31  |
| 16. | Stalker Dub                 | 3:24  |

## Personnel
- Rob Burger: piano, orgue
- Bill Laswell: basse
- Kevin Norton: vibraphone, tambours, cloches d'orchestre, Bols tibétains de prière
- John Zorn: piano, saxophone alto, Fender Rhodes, électronique, Souffle